# García Rodríguez y otro vs. México
García Rodríguez y otro vs. México es el nombre de una sentencia de la Corte Interamericana de Derechos Humanos (CIDH) del 12 de abril de 2023 sobre la responsabilidad internacional del Estado mexicano en mantener en prisión preventiva y sin sentencia a Daniel García Rodríguez y Reyes Alpízar Ortiz desde 2002.
El caso se trata —según la defensa de los acusados—en el mayor periodo de tener a dos personas privadas de la libertad sin sentencia en el país y trata de fondo una problemática arraigada en el sistema judicial mexicano sobre el uso irregular y fuera de estándares internacionales de la prisión preventiva y el arraigo domiciliario.